# Bippen
Bippen er en kommune med godt 2.900 indbyggere (2013). Den er en del af Samtgemeinde Fürstenau, beliggende i den nordvestlige del af Landkreis Osnabrück, i den tyske delstat Niedersachsen.

## Geografi
Bippen ligger i den nordlige del af Ankumer Höhe og grænser mod nordøst til landskabet Artland og mod vest til Landkreis Emsland

### Nabokommuner
Bippen grænser mod nord til Berge, mod øst til Eggermühlen, mod syd til Fürstenau og mod vest til Landkreis Emsland med kommunerne Andervenne, Handrup og Wettrup.

### Inddeling
I kommunen ligger disse landsbyerne og bebyggelser der alle frem til områdereformen i 1972 var selvstændige kommuner:
- Bippen
- Dalum
- Hartlage-Lulle
- Klein Bokern
- Lonnerbecke
- Ohrte
- Ohrtermersch
- Vechtel
- Restrup
- Haneberg-Brockhausen